# Marie Tussaud
Marie Tussaud (Estrasburg, 1 de desembre de 1761-Londres, 16 d'abril de 1850) va ser una escultora de cera francesa, famosa per les seves escultures de personalitats destacades de la Revolució francesa i per fundar el Museu Madame Tussauds a la ciutat de Londres.
Va viure de jove a Berna i a París, on va aprendre l'art del modelat en cera de Philippe Curtius, que tenia dos museus de cera a la ciutat. Entre 1780 i 1789 va ser tutora de la germana de Lluís XVI de França, Isabel de França, motiu pel qual va ser empresonada durant la Revolució francesa.
Posteriorment es traslladà a la Gran Bretanya amb la seva col·lecció de figures de cera; visqué en diferents ciutats abans d'establir-se definitivament a Londres, on va fundar un museu de cera, amb figures de molts dels seus contemporanis.
El museu que va porta el seu nom va créixer després de la seva mort i actualment té diverses seus en ciutats com Amsterdam, Nova York, Pequín o Sydney.